# Сидячий бівуак

Сидячий бівуак — праворуч — основний варіант з наметом на «балконі», ліворуч — холодний бівуак

Сидячий бівуак — основний варіант з наметом на «балконі»

Сидячий бівуак — вимушений бівуак (ночівля) гірських туристів чи альпіністів на важкій ділянці маршруту. 
Організовується при наявності невеликих полиць або балконів, де можна розташуватися сидячи або напівлежачи. Найкраще місце — під нависаючою скелею, де можна зробити мотузкові перила, страховку гак—карабін—мотузка—обв'язка або гак—карабін—мотузка—намет. На такому бівуаці намагаються використати розтягнутий на крюках намет або спальний мішок. Сидять (напівлежать, при можливості — лежать), притиснувшись один до одного. Важливо захиститися від вітру.
Найжорсткіший за умовами варіант сидячого бівуака — холодний бівуак.